# Giorgio Careri
Giorgio Careri (Roma, 16 luglio 1922 – Roma, 3 agosto 2008) è stato un fisico italiano.

## Biografia
Nacque a Roma il 16 luglio 1922, ma visse a Tripoli fino ali'età di quattordici anni. Nel 1946, dopo la laurea in Ingegneria Industriale Chimica, decise di iscriversi a Fisica. Appena laureato, su proposta di Edoardo Amaldi, iniziò a costruire uno spettrometro di massa per analisi isotopiche, il primo del genere in Italia, che lo mise in grado di integrarsi nell'istituto romano. I suoi interessi, seppur non ancora ben definiti, furono tuttavia attratti dalla nascente chimica-fisica, orientata verso la fisica statistica, ben lontana da argomenti di ricerca come la fisica nucleare e i raggi cosmici, che all'epoca prevalevano a Roma. Lo spettrometro venne da lui completato successivamente e utilizzato per ricerche in due campi allora nuovi, la geochimica e la cinetica chimica. Un complesso di lavori che nel 1955 gli valsero la cattedra di Fisica Sperimentale.
Nella primavera del 1949, in occasione del primo congresso internazionale di fisica teorica del dopoguerra su argomenti di fisica statistica, venne in contatto con l'ambiente internazionale e prese coscienza dell'esistenza di campi di ricerca in cui avrebbe voluto operare. Invitato a Chicago da Joseph Edward Mayer, che lavorava sulla teoria dei liquidi, sperimentò la differenza tra l'ambiente collaborativo e familiare dell'Istituto romano e il più freddo e competitivo mondo della fisica statunitense, ma fu molto colpito dall'alto livello dei seminari settimanali organizzati da Enrico Fermi.
I suoi lavori sull'elio liquido, un argomento di cui Careri cominciò ad interessarsi in concomitanza con la costruzione dell'elettrosincrotrone di Frascati, ebbero un ruolo fortemente innovatore verso la metà degli anni '50. Successivamente confluirono nella scrittura del libro "Ordine e disordine nella materia", pubblicato nel 1981 e tradotto anche in altre lingue. Nel corso delle sue ricerche stabilì uno stimolante rapporto di amicizia e affinità scientifica con personaggi come Lars Onsager e Herbert Fröhlich. Su loro consiglio, a partire dalla metà degli anni '60, cominciò a interessarsi dei problemi al confine tra fisica e biologia molecolare. Da allora la sua attività di ricerca si svolse in questo campo.
Nel 1967 Careri divenne direttore dell'Istituto di Fisica di Roma, dove, dal 1964, aveva fatto attivare il primo corso di Struttura della Materia, che tenne lui stesso fino a 1995. Alla fine di questo
periodo, per sottrarsi alla difficile situazione universitaria creatasi nel periodo della contestazione, collaborò per qualche tempo con l'industria, allestendo un laboratorio di ricerca, finanziato dall'Eni, per problemi di ricerca di base.
Intorno al 1980, e dopo più di un ventennio di ricerche sulle proprietà dell'elio liquido, Giorgio Careri iniziò ad interessarsi allo studio delle proprietà dielettriche delle proteine in uno stato quasi anidro. In particolare, l'attenzione venne posta su una proteina semplice e facilmente riscontrabile in molti sistemi biologici: il lisozima. Il principio motore di questi nuovi studi fu l'idea che lo spettro delle fluttuazioni nell'intorno del kHz e l'acqua legata sulla superficie delle proteine potessero in qualche modo rivestire un ruolo privilegiato nella catalisi enzimatica. A differenza di quanto fa la maggior parte dei ricercatori che affronta lo studio di questo tipo di problemi utilizzando i sofisticati strumenti matematici della dinamica molecolare e delle simulazioni ab initio delle proteine in ambiente acquoso, o complessi metodi sperimentali come la risonanza magnetica nucleare, Giorgio Careri preferì utilizzare le metodologie semplici ma profonde associate alla misura delle proprietà dielettriche degli enzimi debolmente idratati, ed insieme ai suoi collaboratori ha applicato a queste misure calcoli analitici e numerici derivati dalla meccanica statistica.
Queste idee hanno prodotto una nuova comprensione e visualizzazione dell'attività enzimatica in ambiente quasi anidro. In particolare, Careri ed i suoi collaboratori hanno chiaramente evidenziato:
- l'esistenza di una coincidenza dell'onset della funzione biologica in diversi enzimi con la soglia percolativa relativa al moto dei protoni sulle catene di acqua legata superficialmente alla proteina,
- il comportamento tipo vetro di spin dell'acqua legata superficialmente.

## Altre attività
Alla sua profonda passione per l'arte si deve una serie di articoli pubblicati principalmente sulla rivista di scienze e arti "Leonardo" della quale Careri è stato per un certo tempo co-editor insieme a Giulio Carlo Argan.

## Opere
- Giorgio Careri, Elio superfluido, Roma, Accademia Naz. dei Lincei  (collana Problemi attuali di scienza e di cultura), 1968, ISBN 88-218-0626-X.*  Giorgio Careri, Ordine e disordine nella materia, Roma, Contributi C. linceo inter. sc. mat., Volume: 54, Accademia dei Lincei, 1981, ISBN 88-218-0343-0.
- Giorgio Careri, Ordine e disordine nella materia, Roma-Bari, Laterza, 1982, ISBN 88-218-0343-0.
- Giorgio Careri, Order and Disorder in Matter, Menlo Park, CA, USA, Benjamin-Cummings Publishing Co., 1984, ISBN 0-8053-1700-7.

## Onorificenze
- Premio Enrico Fermi, assegnatogli nel 2006 dalla Società Italiana di Fisica